# 菱川勢一
菱川 勢一（ひしかわ せいいち、1969年3月14日 - ）は、日本の映画監督、映像作家、アートディレクター、クリエイティブディレクター、写真家、脚本家、武蔵野美術大学教授。ドローイングアンドマニュアル株式会社 代表取締役会長。
長男は映像作家・写真家の菱川太壱、長女は声優の菱川花菜。

## 経歴
東京都大田区出身。茨城県立水海道第一高等学校卒業。1989年からレコード会社に勤務後、1991年渡米、拠点をニューヨークへと移す。映像業界へ転身し、TV番組から映画製作まで撮影、編集、音声などのエンジニアとしてあらゆるジャンルの映像に関わる。帰国後、本格的に演出の道へ進み、映像演出、舞台演出、空間演出などを分野を越えて活躍。1997年デザインスタジオ DRAWING AND MANUALの設立に参画。2009年武蔵野美術大学基礎デザイン学科教授に就任。2011年監督を務めたNTTドコモのCM『森の木琴』が世界最大の広告賞であるカンヌライオンズ 国際クリエイティビティ・フェスティバルにて三冠を受賞した。同年、写真家として初の写真展「存在しない映画、存在した光景」開催。巡回展として京都、東京、金沢、富山で展示した。映画は早くから短編映画を手がけ、短編映画の可能性を探っている。また、映画、ドラマのタイトルバック（オープニング映像）クリエイターとしても著名で『功名が辻』『坂の上の雲』『八重の桜』（3作品全てNHK）といった大作を手がけた。近年では作詞、脚本、コラム執筆なども手がけている。2017年、初の長編映画「youth(ユース)」を手がけ、2018年は二作目の長編「ハモニカ太陽」、2020年は「新青春」を監督した。2023年に台湾文化庁の招聘アーティストとして映像インスタレーション作品『Karmen』を制作・展示、大河ドラマ『どうする家康』タイトルバックを手がけた。2024年は北海道白老町で開催した芸術祭ルーツ&アーツしらおいにてポエティック・ドキュメンタリー手法による新しい映像作品「Siren in the silence(サイレン・イン・ザ・サイレンス」を制作・上映した。

## 映画

### 短編
- 『砂漠のアキラ』1992年 撮影監督
- 『In Between』1992年 監督・撮影・編集・脚本
- 『砂時計がチクタク鳴ってる』1993年 監督・撮影・編集・脚本
- 『ELECTRIC DRAGON 80000V』2001年(石井聰亙監督作品) タイトルバック監督
- 『すず』2013年 監督・編集・脚本
- 『にしかん』2016年 制作統括
- 『七転び八起きのピースサイン』 2019年 監督

### 長編
- 『#youth』2017年 監督・編集・脚本
- 長編映画『ハモニカ太陽』2018年 監督・撮影・編集・脚本
- 『新青春』2020年 監督・編集

## ブランデット・フィルム
- MAZDA - MPV Webムービー 『Second Seat Story』短編四編 監督
- メルセデス・ベンツ Webムービー『FOUR』短編四編 監督
- ソニー  Brand Film 『Bold Typology』 監督

## 映画祭
- 『ヴィラ・ド・コンド映画祭2005(ポルトガル) 審査員』
- 『徳島国際短編映画祭2016,2017 総合ディレクター』
- 『徳島国際映画祭2018,2019 総合ディレクター』

## テレビ
- NHK大河ドラマ『功名が辻』タイトルバック制作
- NHKスペシャルドラマ『坂の上の雲』タイトルバック制作、ドキュメンタリーパート制作、スチール撮影
- NHK大河ドラマ『八重の桜』タイトルバック制作、スチール撮影
- NHK土曜ドラマ『55歳からのハローライフ』タイトルバック制作、スチール撮影
- NHK大河ファンタジー『精霊の守り人』、『精霊の守り人2 悲しき破壊神』タイトルバック制作、プロモーションアートディレクター、スチール撮影
- NHK Eテレ 教育番組『JAPANGLE』映像監修
- NHK 8Kスペシャルドラマ『Stranger』アートディレクター、スチール撮影
- NHK リモートドラマ『Living』アートディレクター
- NHK大河ドラマ『どうする家康』タイトルバック監督

## 空間演出
- モーショングラフィックス展 1997-2000年 映像監修
- シャネル Cambone line 新作コレクション発表会 空間デザイン
- カルバン・クライン 2002-2004コレクション 空間デザイン
- 金沢城プロジェクションマッピング 制作統括
- 21 21 DESIGN SIGHT
  - 『動きのカガク展』展覧会ディレクター
  - 『土木展』展示作品 -DOBORELO(ドボレロ)- 映像監督
  - 『㊙︎展』展示映像監督
- 第15回 ヴェネツィア・ビエンナーレ 国際建築展 映像監修
- PLAY! Museum 『ONI展』空間構成クリエイティブディレクター

## 映画予告編
- 『ボディガード』
- 『沈黙の戦艦』
- 『五条霊戦記 GOJOE』
- 『冷静と情熱のあいだ』

## ミュージックビデオ他
- dj honda『BLAZE IT UP』監督
- SPANK HAPPY『Vendome, La Sick KAISEKI』監督
- 菊地成孔 feat.岩澤瞳『普通の恋』監督
- 藤巻亮太
  - 『8分前の僕ら』監督
  - 『日々是好日』監督
  - 『go my way』監督
- K『あの雲の向こう側』監督
- AKB48『NO WAY MAN』監督
- パプリカ ショートムービー監督
- ROTH BART BARON
  - 『Skiffle Song』監督
  - 『HERO』監督
  - ドキュメンタリー『ROTH DOC』監督・撮影・編集

## CM
- NTTドコモ touch wood 『森の木琴』WebCM 監督
- JR東日本 東京駅復原 TVCM監督
- POLA BA TVCM監督

## 受賞歴
- 2000年 ニューヨークADC賞
- 2001年 ロンドン国際広告賞
- 2002年 IBA-International Broadcast Award
- iFデザイン賞
  - 2005年アトモスフィア賞
- 2005年 アニメーション賞
- 2005年 コーポレートデザイン賞
- 2008年 アジア太平洋広告祭 銅賞
- 2009年 One Show INTERACTIVE Merit賞
- カンヌライオンズ 国際クリエイティビティ・フェスティバル
  - 2011年 Film部門 銀賞
  - 2011年 Film Craft部門 金賞
  - 2011年 Cyber部門 金賞
- 2011年 Spikes Asia 3部門で金賞、銅賞
- グッドデザイン賞
  - 2011年度 金賞
  - 2019年度
- ACC CM FESTIVAL
  - 第51回 テレビCM部門 Gold
  - 第51回 次世代クリエイターたちが選ぶACC賞
- ADFEST 
  - 2012 FILM LOTUS Gold
  - 2012 FILM CRAFT LOTUS Gold
  - 2012 CYBER LOTUS Gold
  - 広告電通賞　第65回 インターネット ブラウザー・コミュニケーション部門最優秀賞
  - 第65回 環境広告賞
  - 第65回 テレビ 情報・通信部門優秀賞
- 第49回 ギャラクシー奨励賞　CM部門
- フジサンケイグループ広告大賞
  - 第41回 メディアミックス部門優秀賞
  - メディア部門テレビ最優秀賞
- One Show
  - 2012年 Consumer TV 60秒/Non-broadcast online film Merit
  - 2012年 Cratf/Sound Design部門 Bronze
- 2012年 TED Ads Worth Spreading 10選出
- 2012年 TIAA 金賞
- ヴェネツィア・ビエンナーレ 国際建築展
  - 2016年 第15回 特別表彰 (Special Mention)
  - 2016年 第15回    審査員特別賞
- 2017年 第20回文化庁メディア芸術祭 審査委員会推薦作品選定
- 2017年 ニューヨークフェスティバル 受賞
- 環境コミュニケーション大賞 テレビ環境CM部 優秀賞（地球・人間環境フォーラム理事長賞）
- D&AD Professional Awards 2012 Nomination
- プリ・ジュネス
  - 2016年 11～15歳ノンフィクション部門 国際子ども審査員賞
  - 2018年 11～15歳ノンフィクション部門
- 2020年 モントリオール・インディペンデント映画祭 監督賞
- 2020年 ロンドン・ディペンデント映画祭 最優秀外国作品賞
- 2020年 4K徳島映画祭 あわ文化振興賞大賞
- 2020年 ローマ=プリズマ・インディペンデント映画祭最優秀作品賞
- 2021年 フィレンツェ映画祭 Honorable Mention : Director
- 2021年 ベニス映画祭 Honorable Mention

## 著書
- 『JAGDA教科書 コンピュータとデザイン』（六耀社）
- 『EARTHLING 地球人(アースリング)として生きるためのガイドブック』 (ソル・メディア)

## 写真集
- Found Stories From A Movie That Doesn't exist 「存在しない映画、存在した光景」　ドローイングアンドマニュアル刊